# Puliciphora parvulunarum
Puliciphora parvulunarum är en tvåvingeart som beskrevs av Ronald Henry Lambert Disney 2002. Puliciphora parvulunarum ingår i släktet Puliciphora och familjen puckelflugor.
Artens utbredningsområde är Nigeria. Inga underarter finns listade i Catalogue of Life.